# LNFA Serie B 2017
La LNFA Serie B 2017 è la 13ª edizione del campionato di football americano di secondo livello, organizzato dalla FEFA.

## Squadre partecipanti
| Club                   | Città                     | Stadio | Sponsor ufficiale | Risultato nella stagione 2016 |
| ---------------------- | ------------------------- | ------ | ----------------- | ----------------------------- |
| Barcelona Búfals       | Barcellona                |        |                   |                               |
| Coyotes de Santurtzi   | Santurtzi                 |        |                   |                               |
| Fuenlabrada Cuervos    | Fuenlabrada               |        |                   |                               |
| Gijón Mariners         | Gijón                     |        |                   |                               |
| Las Rozas Black Demons | Las Rozas de Madrid       |        | LG OLED           |                               |
| L'Hospitalet Pioners   | L'Hospitalet de Llobregat |        |                   |                               |
| Mallorca Voltors       | Palma di Maiorca          |        |                   |                               |
| Osos de Rivas          | Rivas-Vaciamadrid         |        |                   |                               |

## Stagione regolare

### Calendario

#### 1ª giornata
| 21 gennaio 2017, ore 15:00 | Gijón Mariners | 12 – 14 referto | Las Rozas Black Demons |  |

| 22 gennaio 2017, ore 11:00 | Barcelona Búfals | 8 – 20 referto | Osos de Rivas |  |

| 22 gennaio 2017, ore 12:00 | L'Hospitalet Pioners | 33 – 0 referto | Coyotes de Santurtzi |  |

| 22 gennaio 2017, ore 12:00 | Mallorca Voltors | 53 – 0 referto | Fuenlabrada Cuervos |  |

#### 2ª giornata
| 28 gennaio 2017, ore 16:00 | Osos de Rivas | 12 – 14 referto | Mallorca Voltors |  |

| 28 gennaio 2017, ore 17:00 | Las Rozas Black Demons | 19 – 17 referto | L'Hospitalet Pioners |  |

| 29 gennaio 2017, ore 11:00 | Coyotes de Santurtzi | 19 – 33 referto | Gijón Mariners |  |

| 29 gennaio 2017, ore 12:00 | Fuenlabrada Cuervos | 0 – 73 referto | Barcelona Búfals |  |

#### 3ª giornata
| 11 febbraio 2017, ore 18:00 | Las Rozas Black Demons | 65 – 7 referto | Coyotes de Santurtzi |  |

| 12 febbraio 2017, ore 11:00 | Barcelona Búfals | 19 – 15 referto | Mallorca Voltors |  |

| 12 febbraio 2017, ore 12:00 | L'Hospitalet Pioners | 19 – 35 referto | Gijón Mariners |  |

| 12 febbraio 2017, ore 12:00 | Fuenlabrada Cuervos | 0 – 50 referto | Osos de Rivas |  |

#### 4ª giornata
| 4 marzo 2017, ore 16:00 | Gijón Mariners | 0 – 19 referto | Osos de Rivas |  |

| 5 marzo 2017, ore 12:00 | Mallorca Voltors | 7 – 53 referto | Las Rozas Black Demons |  |

| 5 marzo 2017, ore 12:30 | Barcelona Búfals | 18 – 23 referto | L'Hospitalet Pioners |  |

#### 5ª giornata
| 11 marzo 2017, ore 16:30 | Osos de Rivas | 34 – 0 referto | Barcelona Búfals |  |

| 11 marzo 2017, ore 17:00 | Las Rozas Black Demons | 50 – 30 referto | Gijón Mariners |  |

| 12 marzo 2017, ore 11:00 | Coyotes de Santurtzi | 3 – 7 referto | L'Hospitalet Pioners |  |

| 12 marzo 2017, ore 12:00 | Fuenlabrada Cuervos | 0 – 61 referto | Mallorca Voltors |  |

#### 6ª giornata
| 25 marzo 2017, ore 16:00 | Gijón Mariners | 27 – 3 referto | Coyotes de Santurtzi |  |

| 25 marzo 2017, ore 17:00 | L'Hospitalet Pioners | 27 – 28 referto | Las Rozas Black Demons |  |

| 26 marzo 2017, ore 10:00 | Barcelona Búfals | 66 – 0 referto | Fuenlabrada Cuervos |  |

| 26 marzo 2017, ore 12:00 | Mallorca Voltors | 14 – 28 referto | Osos de Rivas |  |

#### 7ª giornata
| 1º aprile 2017, ore 16:00 | Gijón Mariners | 19 – 22 referto | L'Hospitalet Pioners |  |

| 1º aprile 2017, ore 16:00 | Osos de Rivas | 76 – 0 referto | Fuenlabrada Cuervos |  |

| 2 aprile 2017, ore 11:00 | Coyotes de Santurtzi | 0 – 13 referto | Las Rozas Black Demons |  |

| 2 aprile 2017, ore 12:00 | Mallorca Voltors | 13 – 12 referto | Barcelona Búfals |  |

#### 8ª giornata
| 9 aprile 2017, ore 12:00 | Fuenlabrada Cuervos | 6 – 74 referto | Coyotes de Santurtzi |  |

#### 9ª giornata
| 29 aprile 2017, ore 16:00 | Osos de Rivas | 21 – 34 referto | Gijón Mariners |  |

| 29 aprile 2017, ore 17:00 | Las Rozas Black Demons | 48 – 0 referto | Mallorca Voltors |  |

| 30 aprile 2017, ore 11:00 | Coyotes de Santurtzi | - – - referto | Fuenlabrada Cuervos |  |

| 30 aprile 2017, ore 12:00 | L'Hospitalet Pioners | 37 – 14 referto | Barcelona Búfals |  |

### Classifica
La classifica della regular season è la seguente:
- PCT = percentuale di vittorie, G = partite giocate, V = partite vinte,  P = partite perse, PF = punti fatti, PS = punti subiti

#### Grupo Par
| Pos. | Squadra             | PCT  | G | V | N | P | PF  | PS  |
| ---- | ------------------- | ---- | - | - | - | - | --- | --- |
| 1    | Osos de Rivas       | .750 | 8 | 6 | 0 | 2 | 260 | 70  |
| 2    | Mallorca Voltors    | .500 | 8 | 4 | 0 | 4 | 177 | 172 |
| 3    | Barcelona Búfals    | .375 | 8 | 3 | 0 | 5 | 210 | 142 |
| 4    | Fuenlabrada Cuervos | .000 | 7 | 0 | 0 | 7 | 6   | 453 |

#### Grupo Impar
| Pos. | Squadra                | PCT   | G | V | N | P | PF  | PS  |
| ---- | ---------------------- | ----- | - | - | - | - | --- | --- |
| 1    | Las Rozas Black Demons | 1.000 | 8 | 8 | 0 | 0 | 290 | 100 |
| 2    | L'Hospitalet Pioners   | .625  | 8 | 5 | 0 | 3 | 185 | 136 |
| 3    | Gijón Mariners         | .500  | 8 | 4 | 0 | 4 | 190 | 167 |
| 4    | Coyotes de Santurtzi   | .143  | 7 | 1 | 0 | 6 | 106 | 184 |

## Playoff

### Tabellone
|  | Semifinali | Semifinali             | Semifinali |                      |    | XIII Final de la LNFA Serie B | XIII Final de la LNFA Serie B | XIII Final de la LNFA Serie B |  |
|  |            |                        |            |                      |    |                               |                               |                               |  |
|  | 1I         | Las Rozas Black Demons | 49         |                      |    |                               |                               |                               |  |
|  | 1I         | Las Rozas Black Demons | 49         |                      |    |                               |                               |                               |  |
|  | 2P         | Mallorca Voltors       | 0          |                      |    |                               |                               |                               |  |
|  | 2P         | Mallorca Voltors       | 0          |                      | 1I | Las Rozas Black Demons        | 41                            |                               |  |
|  |            |                        |            |                      | 1I | Las Rozas Black Demons        | 41                            |                               |  |
|  |            |                        | 2I         | L'Hospitalet Pioners | 27 |                               |                               |                               |  |
|  | 2I         | L'Hospitalet Pioners   | 2I         | L'Hospitalet Pioners | 27 | 14                            |                               |                               |  |
|  | 2I         | L'Hospitalet Pioners   |            |                      |    |                               |                               |                               |  |
|  | 1P         | Osos de Rivas          | 10         |                      |    |                               |                               |                               |  |

### Semifinali
| 13 maggio 2017, ore 17:00 | Osos de Rivas | 10 – 14 referto | L'Hospitalet Pioners |  |

| 13 maggio 2017, ore 19:00 | Las Rozas Black Demons | 49 – 0 referto | Mallorca Voltors |  |

### XIII Final de la LNFA Serie B
| 27 maggio 2017, ore 17:00 | Las Rozas Black Demons | 41 – 27 referto | L'Hospitalet Pioners |  |

## XIII Final de la LNFA Serie B

### Spareggi promozione
| 11 giugno 2017, ore 11:00 | Barberá Rookies | 16 – 22 | Osos de Rivas |  |

| 11 giugno 2017, ore 12:00 | Valencia Giants | 11 – 8 | Mallorca Voltors |  |

## Verdetti
- Las Rozas Black Demons Campioni della LNFA Serie B 2017 e promossi in Serie A
- L'Hospitalet Pioners e  Osos de Rivas promossi in Serie A
- Barberá Rookies retrocessi dalla Serie A
- Camioneros de Coslada e  Alicante Sharks promossi dalla Serie C